# Tanzhaus

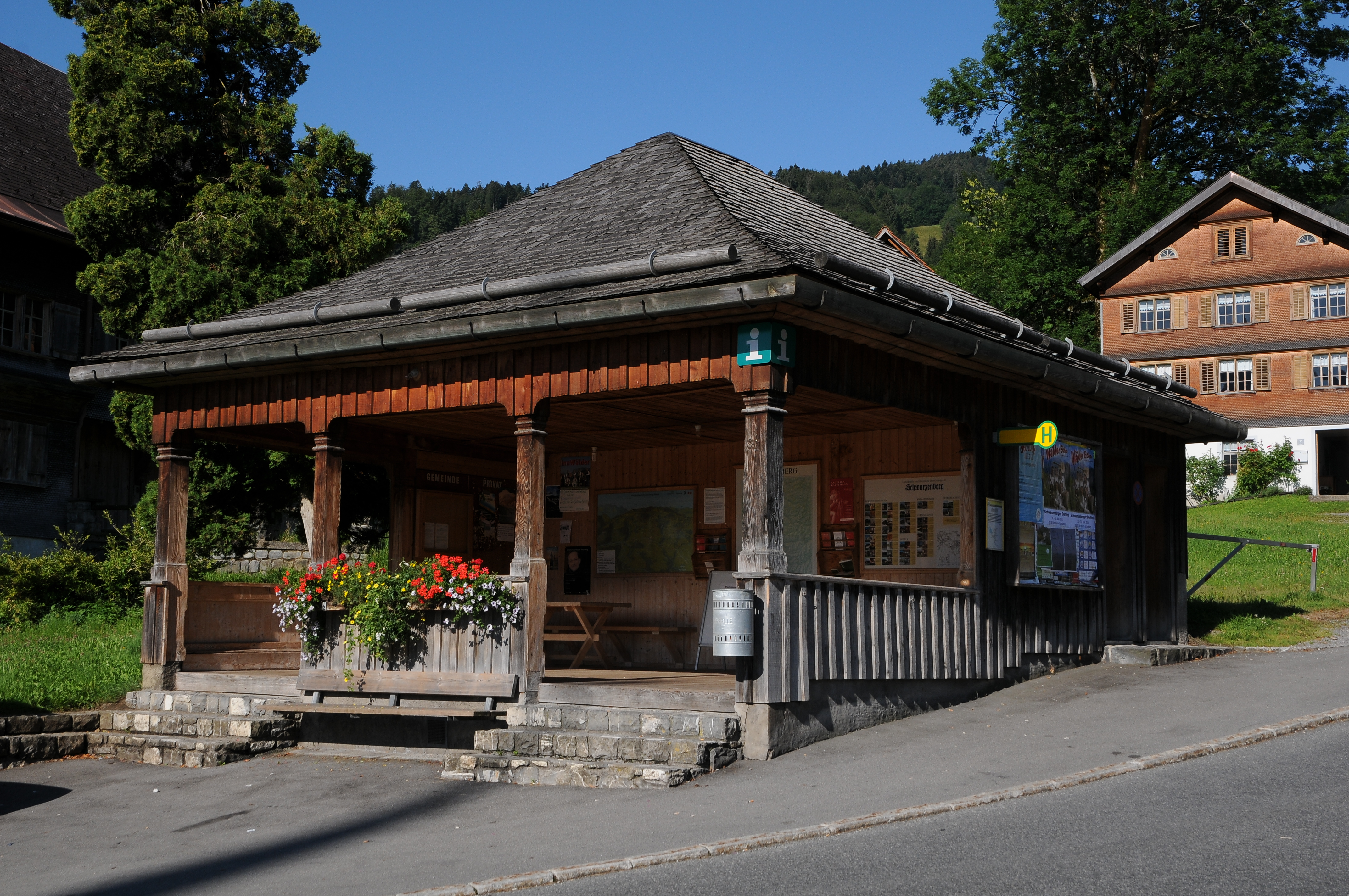
Tanzlaube in Schwarzenberg im Bregenzerwald, Vorarlberg, Österreich

Ein Tanzhaus ist ein Gebäude für Tanzveranstaltungen. Tanzhäuser wurden auch für den Tanzunterricht verwendet und, als große öffentliche, zentral gelegene Gebäude auch für andere Zwecke, wie um Gericht zu halten.
In historischer Zeit gab es in vielen Städten und Orten strenge Reglementierungen des Tanzens.  Um diese Reglementierungen besser kontrollieren zu können, wurde das Tanzen dabei oft auf bestimmte Örtlichkeiten beschränkt. Manchmal wurden dafür auch eigene Gebäude errichtet oder vorhandene Tanzhäuser als amtliche Veranstaltungsorte vorgeschrieben.
Tanzhäuser waren häufig in Ortszentren, oft nahe einem Pfarrhaus oder einer Kirche, nicht zuletzt um die Einhaltung der Reglementierungen durch die hier gegebene Öffentlichkeit und Einsehbarkeit durch die örtlichen Vertreter der christlichen Kirchen zu gewährleisten.
Das Tanzen außerhalb der Tanzhäuser war häufig verboten.
So war etwa auch in Wien zwar nicht das Tanzen, aber das Tragen von Masken außerhalb des Ballhauses auf der Mehlgrube das die Funktion eines Tanzhauses hatte und später von den Redoutensälen in der Hofburg abgelöst wurde, verboten und alle Maskenbälle hatten dort stattzufinden.
Im Ungarischen wurde das Wort aus der deutschen Sprache übernommen und ist dort heute die Bezeichnung für eine spezielle Art von Volkstanzveranstaltung mit Publikumstanz, das Táncház.
Heute wird das Wort in der deutschen Sprache von Veranstaltungen von Tanzschulen verwendet oder abgeleitet von seiner ungarischen Bedeutung für Folktanz- oder Folkloretanz-Veranstaltungen. Auch Spielstätten professionellen Tanzes nutzen die Wortverbindung, so etwa das Tanzhaus NRW.